# Korona heraldyczna
Korona heraldyczna albo korona hełmowa – w heraldyce korona znajdująca się między hełmem a klejnotem. Spełnia on tę samą rolę co zawój (tortillon), czyli służy jako element łączący klejnot z hełmem. Z wyglądu przypomina koronę szlachecką, a różni się od niej tym, że:
- może być innej barwy niż złota (musi być podana w blazonowaniu)
- nie może leżeć bezpośrednio na tarczy
- nie może występować bez klejnotu.

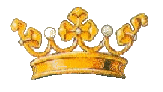
Korona heraldyczna
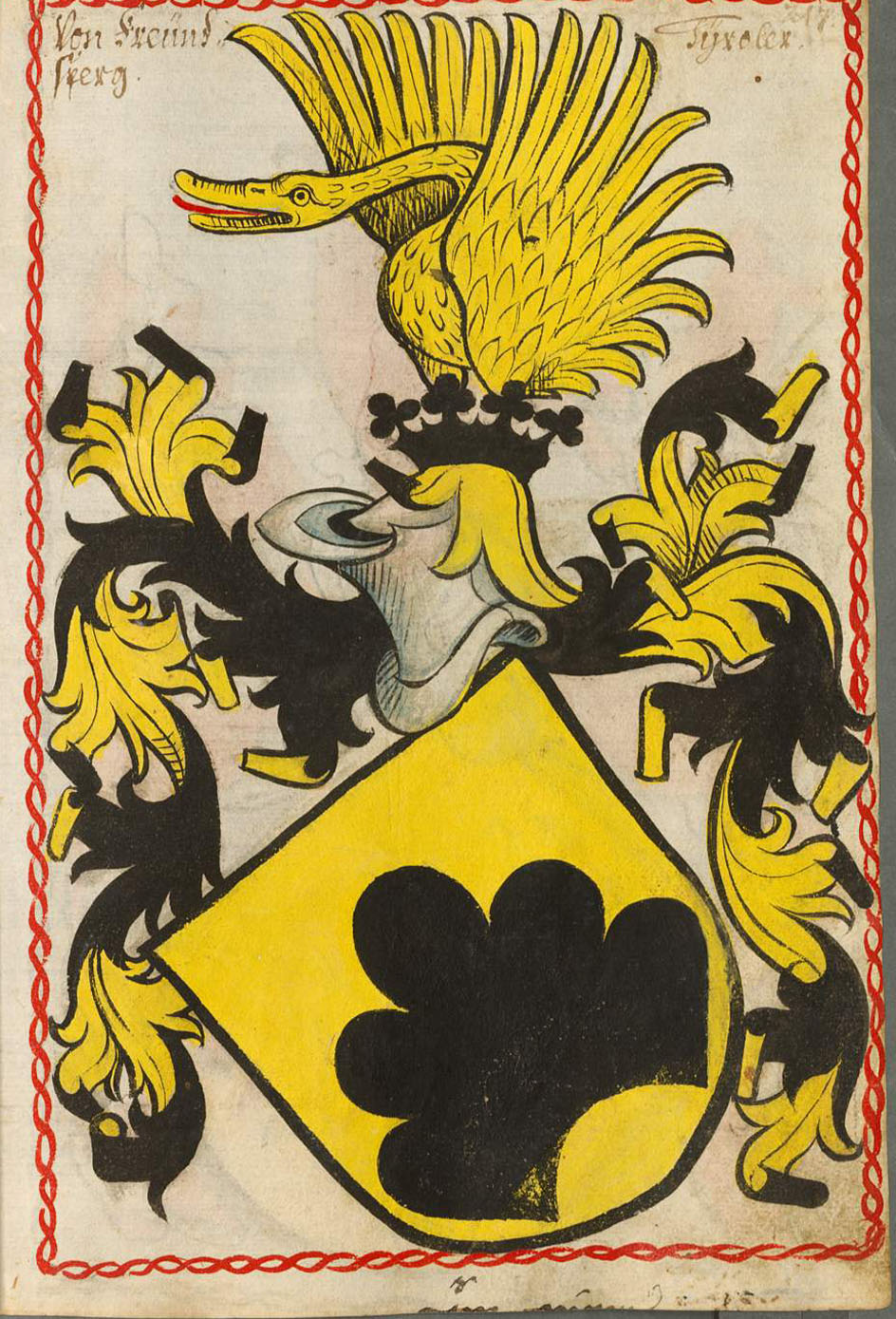
Przykład z Herbarza Scheiblerów z czarną koroną
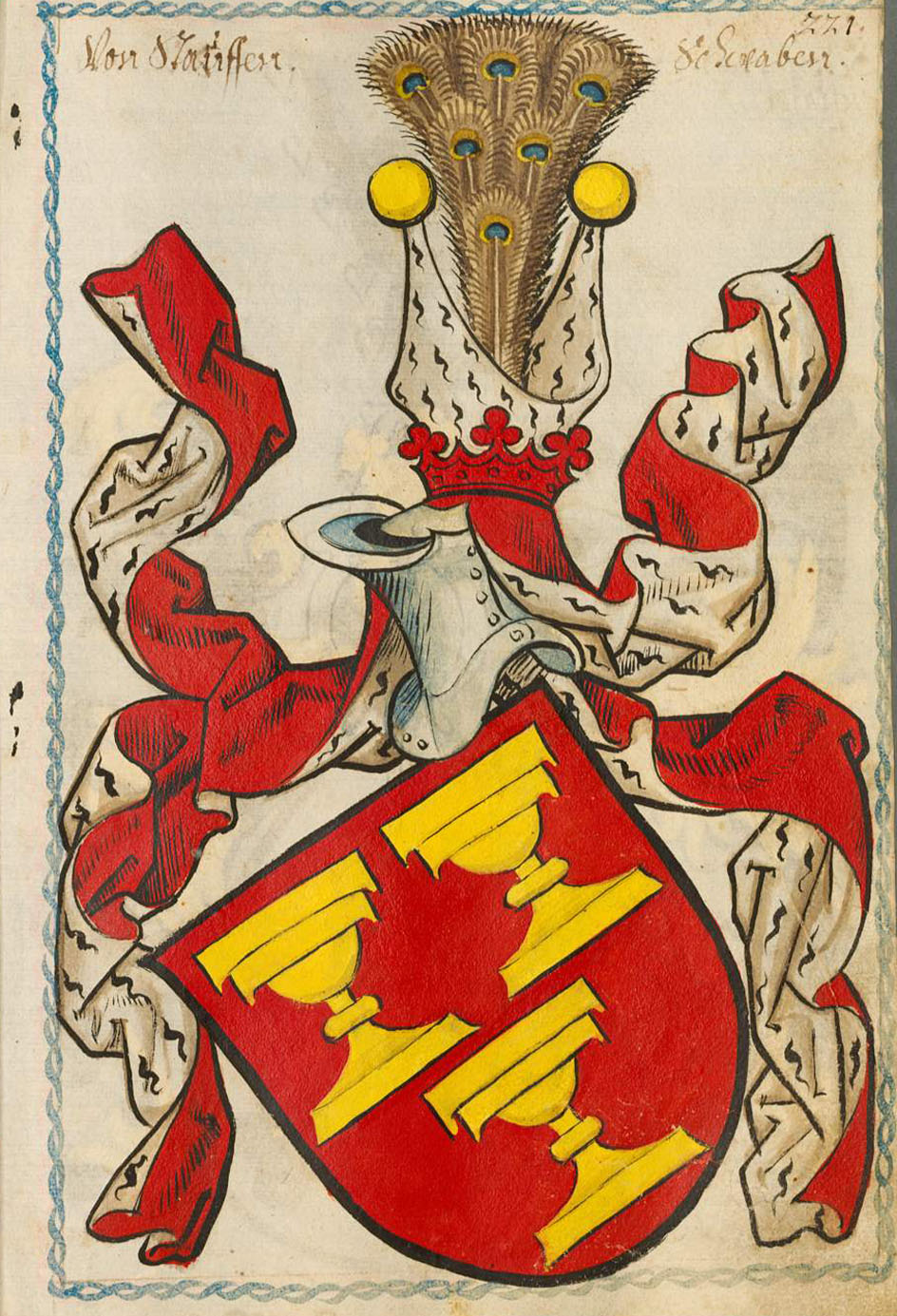
z czerwoną
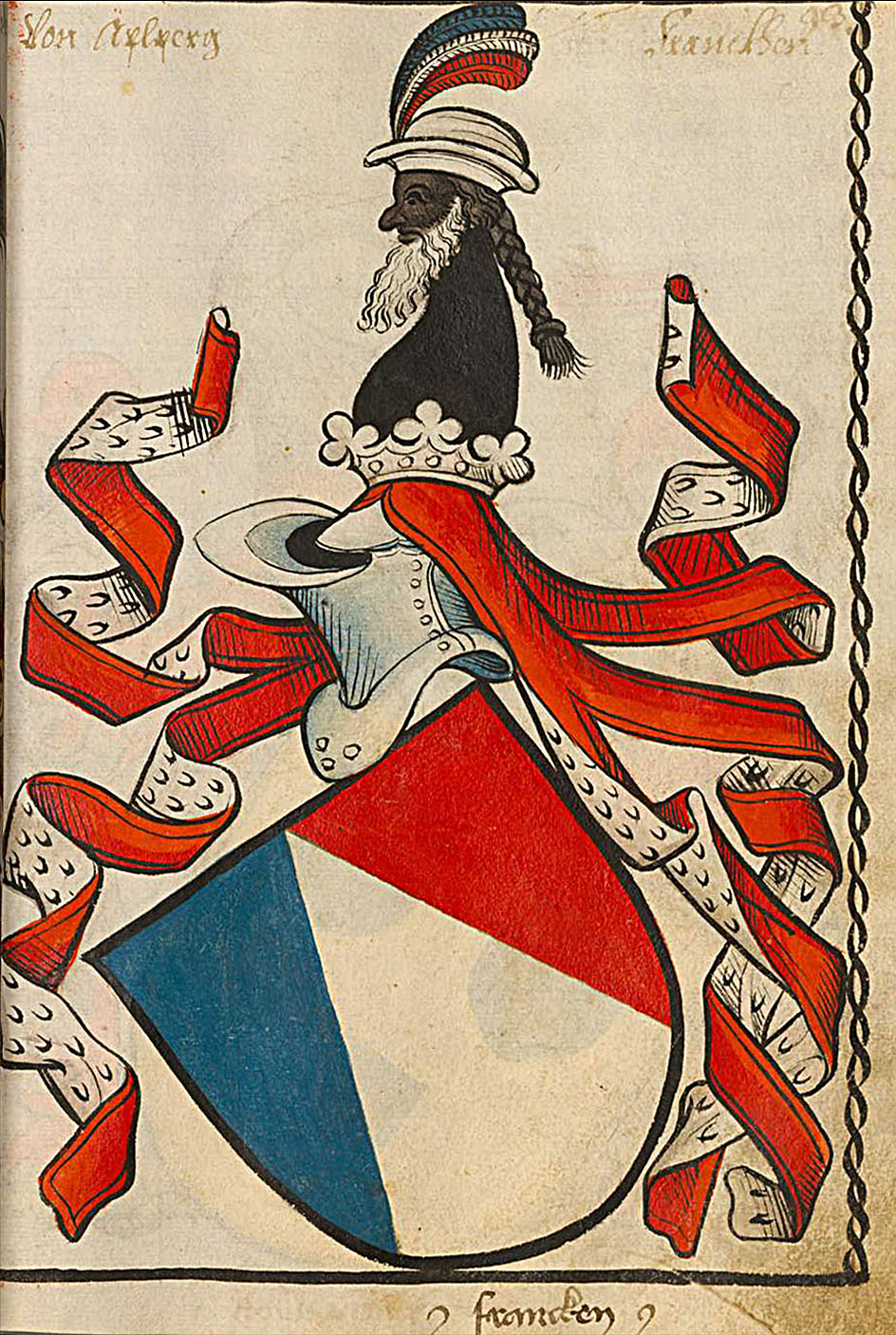
oraz ze srebrną